# Sa Hà Khẩu
Sa Hà Khẩu (chữ Hán giản thể: 沙河口区, âm Hán Việt: Sa Hà Khẩu khu) là một quận của địa cấp thị Đại Liên, tỉnh Liêu Ninh, Cộng hòa Nhân dân Trung Hoa. Quận Sa Hà Khẩu nằm ở phía tây của Đại Liên, quận này có diện tích 49 km², dân số 610.000 người. Mã số bưu chính của quận Sa Hà Khẩu là 116020, quận lỵ tại số 120 phố Đồng Thái. Về mặt hành chính, quận được chia thành 10 nhai đạo biện sự xứ: Liên Hoa Sơn, Xuân Liễu, Tinh Hải Loan, Hưng Công, Trung Sơn Công Viên, Nam Sa, Lý Gia, Mã Lan, Bạch Sơn Lộ, Hắc Thạch Tiều.